# Alfred Noack

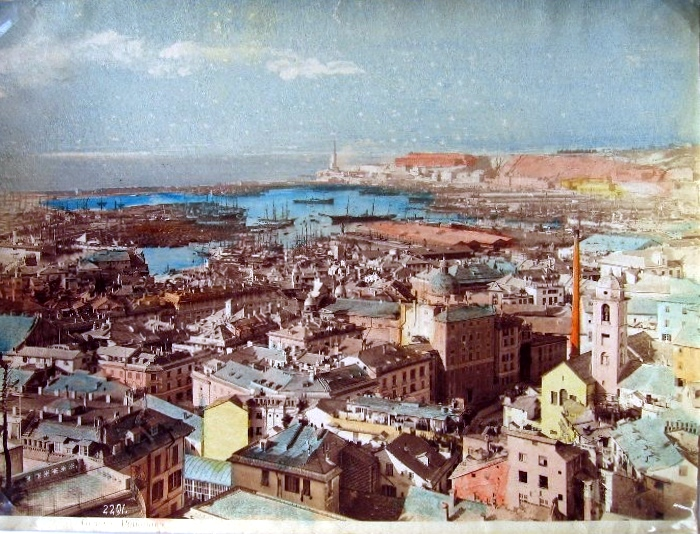
Kolorované panorama Janova

Alfred Noack (také Alfredo) (25. května 1833 Drážďany – 21. listopadu 1895 Janov) byl italský fotograf původem z německého Saska.

## Život a dílo
Vystudoval nejdříve xylografii u Huga Bürknera na Akademii umění v Drážďanech.
Kromě toho byl studentem Hermanna Kroneho.
V listopadu 1856 se odstěhoval do Říma, kde zůstal čtyři roky. Na dálku byl členem Asociace německých umělců, pak se přestěhoval do Janova, kde otevřel vlastní ateliér. Se svými fotografiemi městských vedut byl v 60. letech považován turisty za objevitele Italské riviéry.
Od roku 1865 do roku 1871 byl členem zednářské lóže Trionfo Ligure.
Od 80. let využíval své fotografické znalosti k zachycení veřejného života v Janově. Po jeho smrti jeho archiv negativů převzal Carlo Paganini, který v roce 1926 odkázal sbírku asi 4 000 negativů městu Janovu.

## Galerie

Ze série Vedute dell’Alta Italia – janovské nádraží z terasy Villa Rosazza, v popředí aloe
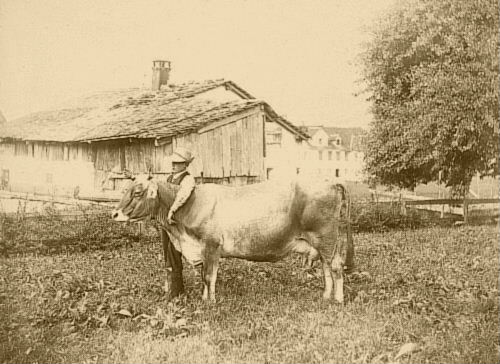
Ze série Costumi della Liguria – sedlák s krávou
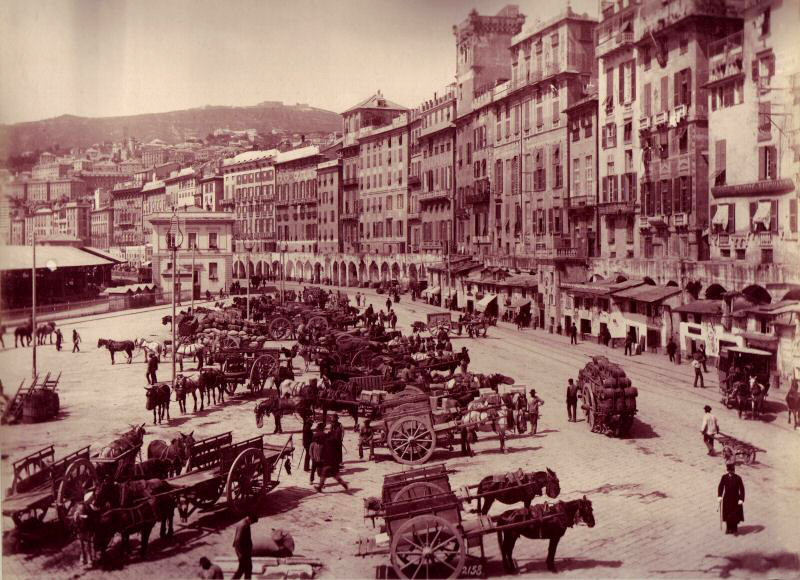
Piazza Caricamento, Janov
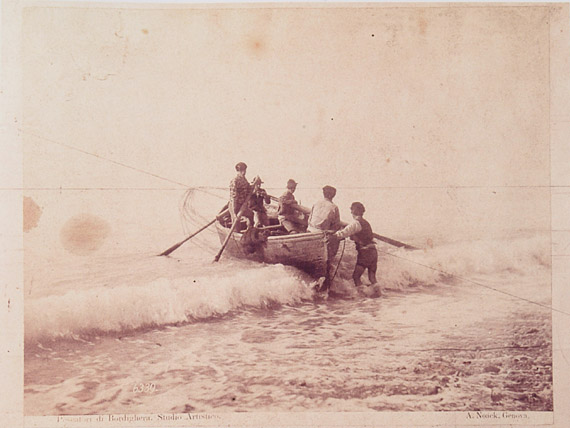
Pescatori di Bordighera. Studio artistico – Pět rybářů s lodí
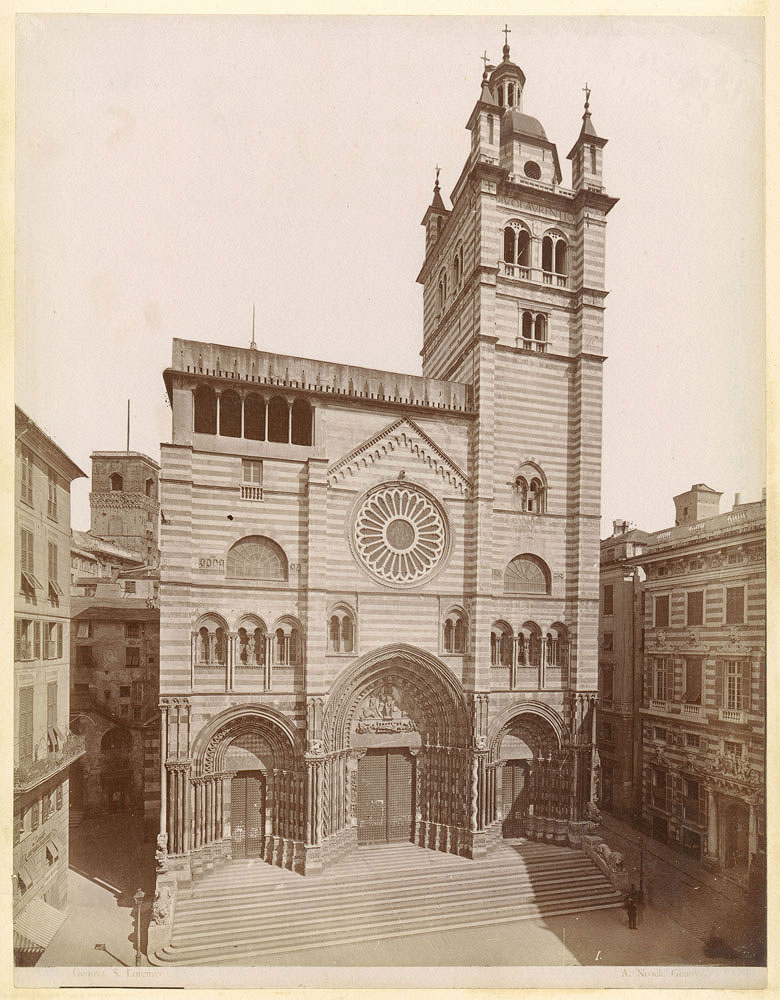
Janov
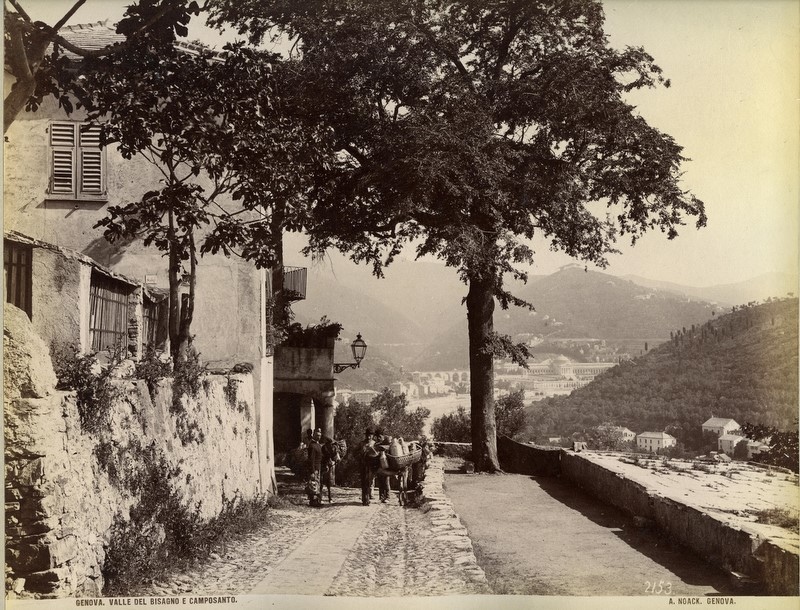
Janov
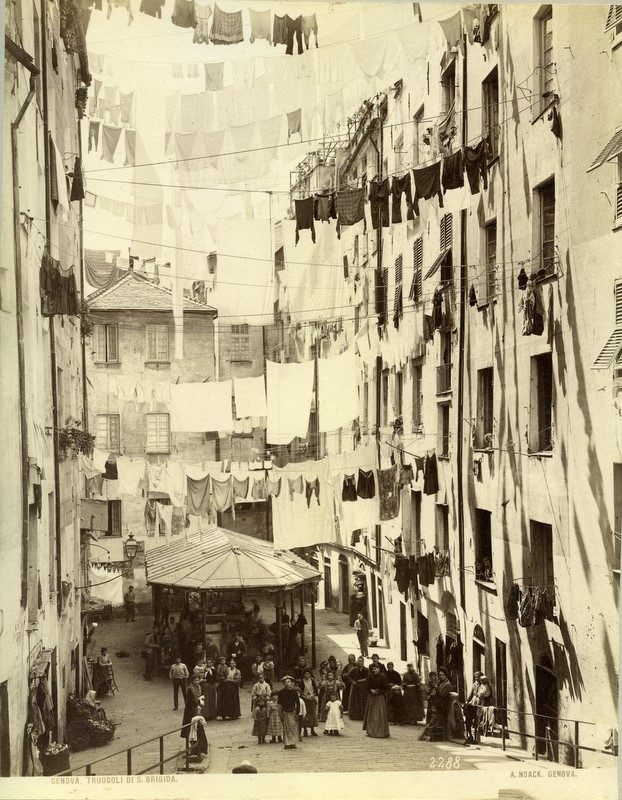
Janov
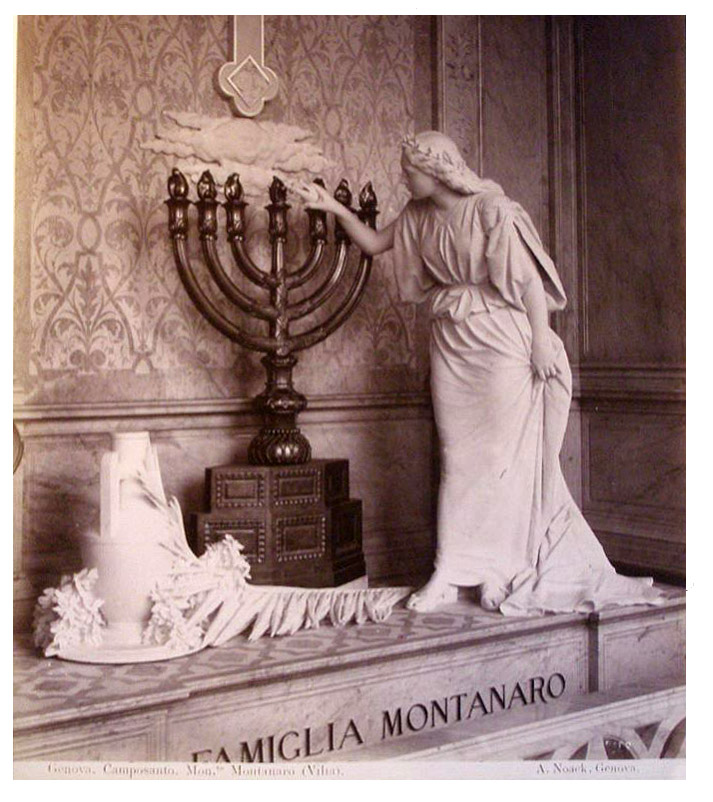
Janov
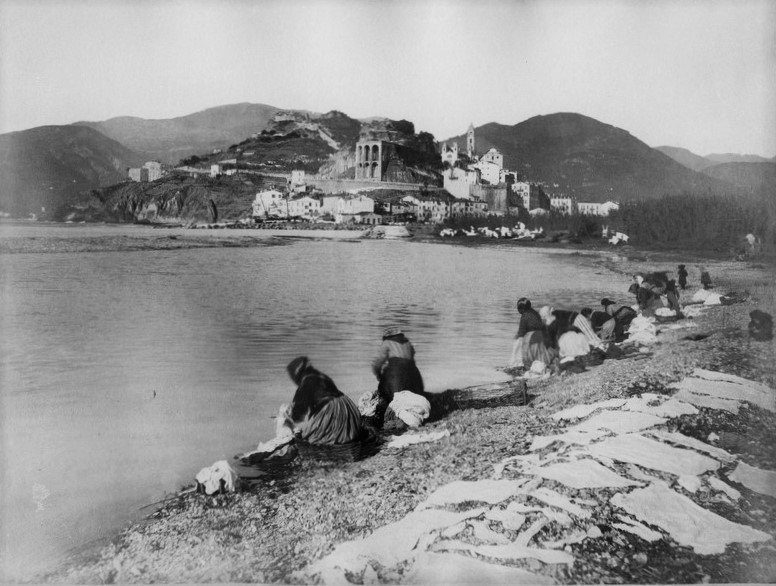
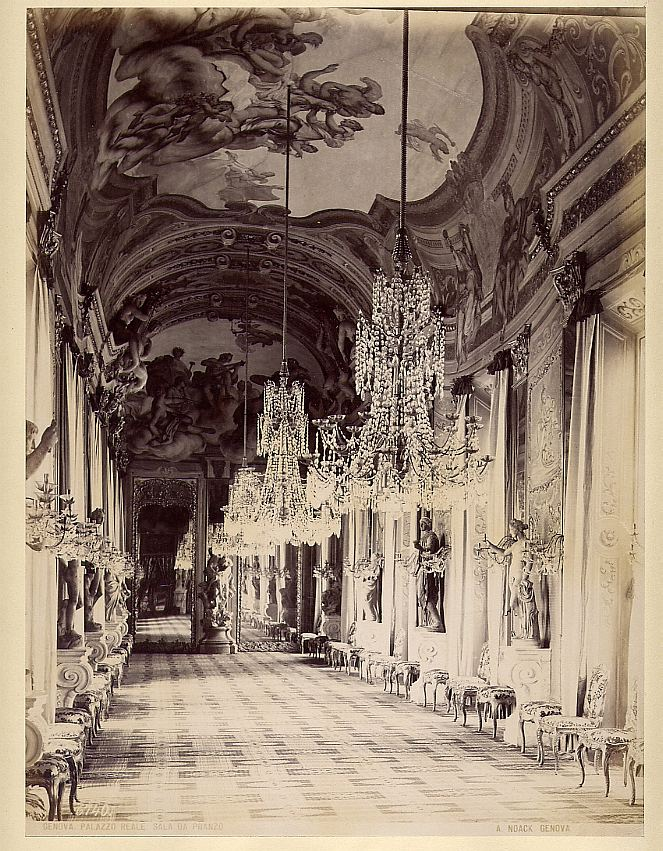
Janov
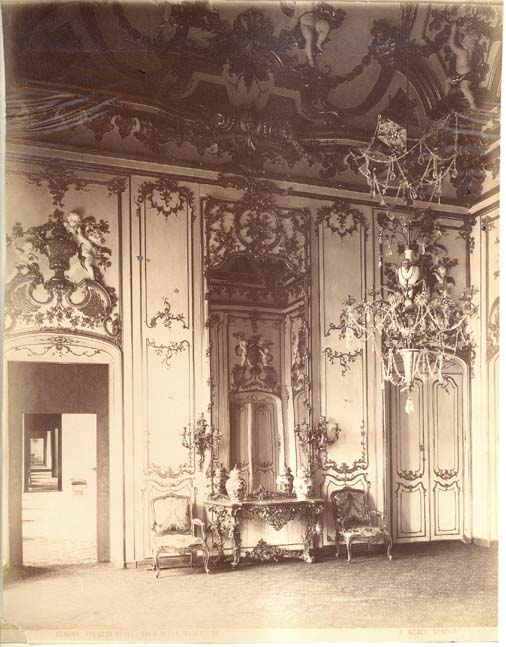
Janov
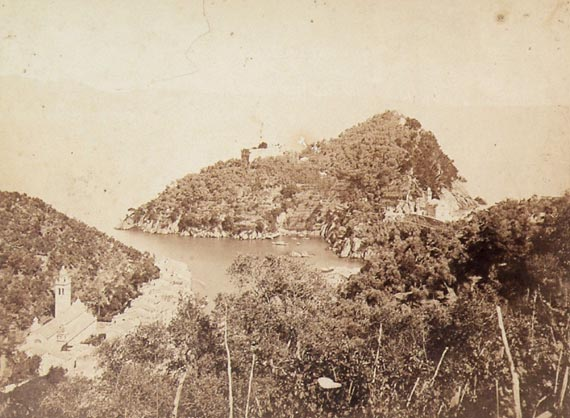
Janov